# Balassa család
A Balassák (más írásmód alapján Balassik), egy Nógrád vármegyéből származó magyar főnemes család, Balassagyarmat névadója. Számos birtokuk volt még Borsod, Hont, Bars és Zólyom vármegyében. Levéltárukat megközelítőleg 600 évig a kékkői várban őrizték, ma az anyag egy része a Magyar Nemzeti Múzeumban van, a többi a Magyar Nemzeti Levéltárban. A trianoni békeszerződés eredményeként Kékkő, a család ősi fészke Csehszlovákiához, majd Szlovákiához került. 1561-tól van a családnak bárói ága. 1664-től grófi ága is volt, ám ez Balassa Ferenc horvát bánnal kihalt 1807-ben.

## A család nevéről
A család nevét a híres-nevezetes Dancs mester rokonságába tartozó Gyarmati Miklós fia Balázs (azaz Balázs-fi) kapuvári várnagyról († 1378) kapta. Nevezetessége okán a Balassa nevet visszamenőleg a család 13–14. századi elődeire is kiterjesztették.
Eredetük tisztázatlan. A számos elképzelés egyike:
„Ősi magyar nemesi család a Balassáké/Balassiaké, családfájukat a 13. század elejére vezetik vissza. A birtokra utaló előnév a 14. században gyakorta Kékkő és Gyarmat, másoknál Szklabonya. A Gyarmati (Gyarmathy) előnév a 15. században szilárdul meg, a Gyarmati és a Szklabonyai ág is ekkor válik szét. Érdemes már itt, az elején röviden tisztázni a Balassi/Balassa névforma kérdését: bizonyosan állíthatjuk hogy a 16. században mindkét névalak előfordul a családban, nemegyszer ugyanaz a személy írja hol így, hol úgy a nevét, a példák és az ellenpéldák száma oly sok, hogy idézni sem érdemes. A család kettős neve az egyházi latin Blasiusból – valószínű szláv közvetítéssel – származó, magyar Balázs keresztnévből alakult ki. A 14–15. század fordulóján élt Gyarmati Balázs fiai kezdték magukat egyszerű patronimikon-képzővel Balassinak, illetve annak becéző formájával Balassának nevezni. Olyan kettősség ez, mint amilyen az Andrássy – Andrássa, Miklóssy – Miklóssa névalakoknál is kialakult. A középkori oklevelek is igazolják a családnév ilyen eredetét, hiszen a 15. századtól már Gyarmathi-i Balázs fiairól esik szó bennük. Forgách Ferenc 16. századi rosszindulatú pletykája is erre utal: A [Balassi/a] család egy Balázs nevű nemtelen és hitvány szolgától származott, akivel urának élemedett leánya összeszűrte a levet.” (Az eredetiben latinul.)
Balassi Bálint legalábbis gyakrabban írta alá nevét az i-s alakban, a versfőkben pedig mindig így használta, ezért Eckhardt Sándor javaslatára az irodalomtörténet ezt az alakot fogadta el. Bálint (és a család más tagjai is) kétpontos y-nal írták nevüket, használva a gyarmati előnevet, továbbá mind a Balassa, mind a Balassi formák második magánhangzója bizonyosan á-nak hangzott. Tehát a családnevek esetében szokásos hagyományőrző írásmód szerint költőnk nevét gyarmati Balássa Bálint avagy gyarmati Balássy Bálint alakban írhatnánk. (Korabeli ejtése feltehetőleg Balázsi, illetve Balázsa. Nyilván nem véletlen, hogy a budai pasák magyar nyelvű levelezésében Balassa János egyszerűen Balázs Jánosként szerepel.) A 20. századi konvenció alapján a Balassi Bálint alakot használjuk, a család többi tagjánál pedig azt, ahogy nevét gyakrabban írta. (Kőszeghy Péter írása alapján.)
Egyesek nem zárják ki a család nevének közép-ázsiai eredetét sem. E feltételezés szerint a név a mai Afganisztán területén található Badasan tartománnyal hozható kapcsolatba, amely a középkorban Európa szerte és hazánkban is balassi néven ismert lazúrkő, másnéven kékkő legfontosabb lelőhelye volt. Nagy-Laczkó Balázs régész írásában kifejti, hogy a család ősi birtoka, Kékkő a Balassiak nyomán nyerhette nevét, illetve, hogy a család régóta feltételezett esetleges besenyő avagy kun eredete is ezt a feltevést támogatja.

## A család címere
A pajzs vörös mezejében egy bölényfej – alatta félhold, szarvai közt csillag. Mindezeket egy farkát szájában tartó sárkány veszi körül. A sisak koronáján balra fordított fekete egyfejű sas kiterjesztett szárnyakkal, jobbról körmei közt pallost, balról királyi pálcát tart. A foszladék mindkét oldalról arany–fekete. – A grófsági címernél a vért fölötti korona, amelyen a sisak áll, kilenc ezüst gombos. – Balassa VII. Ferenc 1772-ben kelt grófi diplomájában a bölény fölötti ezüst csillagban Mária Terézia magyar királynő nevének két első betűje is látható. Akárhányszor is nyert címeréről a család új oklevelet, a címer lényegében nem változott.

## A család története
A család a 19. század óta a kun-kabar Bunger vezér fiától, Borstól származtatja magát, ezt azonban semmilyen dokumentum nem támasztja alá. Anonymus szerint Bors vezér a Miskolc nemzetség őse volt, ám az oklevelek sehol sem mondják a Balassák őseiről, hogy ehhez a nemzetséghez tartoztak volna. A közvetett adatok sem erre utalnak, sőt a Balassák ősi címere, a bölényfej határozottan ellene mond ennek, mert a Miskolc nemzetség címerállata a sas volt. Úgy látszik, e föltevés onnan eredt, hogy a Balassák első ismert ősei Zólyom, Bars és Hont vármegyék főispánjai voltak – márpedig Anonymus szerint ezt a vidéket Bors vezér szállta meg. Ő építtette Bars várát, valamint a zólyomi erdőségben azt a nagy erődöt, amelyet Anonymus korában Borsod Zouolunť várnak neveztek. (Cap. 34.)

### Az Árpád-korban
Az ismert adatokból nem lehet eldönteni, hogy a Balassák melyik Árpád-kori nemzetségből származtak, bár 1222-től szakadatlan sorozatban ismerjük ezen családfőiket, és számos oklevél emlegeti őket. A legtöbb elképzelés szerint a Kacsics nemzetségből eredhettek, mások a Pilis nemzetséget említik. Ugyancsak megalapozott elképzelés, hogy a család a 12. század vége felé vándorolhatott be Cseh- vagy Lengyelországból (Révai).
A 13. században a család több tagja is volt zólyomi ispán. Ők jelentős részt kaptak II. András felvidéki letelepítő és vármegyeszervező munkájából.
A család ősének tekintett Detre királyi prokurátor, azaz „idősb Detre” neve először II. András egyik 1229-ben kelt oklevelében fordul elő, amelyben a király egy, Borsod várához tartozó birtokot adományoz Detrének. Tudjuk, hogy már a 13. század első évtizedeiben voltak birtokaik Liptó vármegyében is. 1233-ban idősb Detre (aki itt mint ispán (comes) szerepel) kisebbik fia, Miklós Újfalu (Igló?) birtokát kapta meg ugyancsak II. Andrástól. Idősb Detre 1236-ban újabb, immár IV. Bélától kapott adománnyal egészíthette ki Hont vármegyei birtokait. A király 1246-ban elcserélte Detre fia Miklós Hont vármegyei birtokait (a már említett Újfalut és Palugyát arra a Gyarmatra, amelyről a család „gyarmati” előnevét vette (Révai).
Miklós egy ideig zólyomi főispán volt, de ezt a tisztséget 1254-ben már testvére, Mihály viselte – Miklós ekkor szepesi főispán volt.
A váci káptalan 1297-ben (? – (Árp. Uj Okl. X. 284.), illetve 1301-ben (Anj. Okl. I. 11) kelt bizonyságlevele, amely szerint Detre fia Mikó (Miklós? – (Ditricus fia Mykou) ispán két, Nógrád vármegyei birtokát rokonainak: Folkos fia Mihály (Fulkus fia Mihály) fiainak:
- Simon mesternek és
- Tamásnak előrökítette.

Detre fia Mikó idősb Detre unokája volt. Róla, valamint Folkos fia Farkas mesterről (aki a Széchényi család őse lehetett), továbbá Koplen ispánról és János fia Márkról azt mondja, hogy mindannyian Mihály ispán nemzetségéből valók. Mihály ispánt és testvérét, Farkas mestert több oklevél a Kacsics nemzetség (Kathyz, Kachuch) nemzetség tagjának mondja. Mivel a rokonságra egyéb oklevelek is céloznak:, ezért Wertner A magyar nemzetségek c. művében (II. 142, 143. l.) a Balassa családot a Kathyz nembeliek közé iktatta.
A király zólyomi erdőispánságát felügyelő „Zólyomi nembeli Mikó” (Detre fia Mikó?) fia, „Forró” Péter ispán építtette Kékkő várát az 1270-es években. Az ő leányát Hontpázmány nembeli Kázmér fia, Lampért vette feleségül. Miután Péter 1285-ben meghalt, Lampért nemcsak a várbirtokot sajátította ki teljesen, de még a közeli Gyarmat lakótornyát is elfoglalta. Az ezen felháborodott rokonság 1290-ben, a nagy hatalmú Demeter pozsonyi és zólyomi ispán vezetésével és seregének hathatós támogatásával megostromolta és elfoglalta az elbitorolt várakat – az erről beszámoló irat említi először Kékkőt. Az egyik örökös, Biter (Byter) ugyanis hálája jeléül Kékkő várának egyharmadát, valamint Gyarmat várát és helységét unokatestvérének, Demeternek adta át.
Egy 1299-ben kelt oklevél (Árp. Uj Okl. X. 326.) arról szól, hogy a losonci öt birtokrész fölött perlekedő Kathisz nembeliek (akiknek ősei azért vesztették el Losoncot, mert részt vettek II. András neje, Gertrúd meggyilkolásában) a nekik örökségi jogon megítélt öt részt a fentebb említett Biter ispán fiainak, Miklósnak és Jánosnak, az öreg Detre unokáinak engedték át. Ebből úgy látszik, mintha a Balassák csakugyan Kacsics nembeliek lettek volna. Ennek ellenében különösen számba veendő a címerek különbözősége, mert egy 1281-ben kelt oklevél (Árp. Uj Okl. X. 303.), amely szerint Mihály ispán fia Simon anyjának leánynegyedét ifjabb Detre ispán fiaitól, bizonyos Mikótól, Ochuztól és Detrétől követeli, a Kathisz nembeliek (szorosabban véve: Folkos fiai) és a Balassák rokonságát (beházasodással előállt) sógorságnak tünteti föl. Annyi bizonyos, hogy ezen rokonságnak 1281 előtt nincs nyoma, pedig az oklevelek mind a Balassákat, mint a Kacsics nembelieket már a 13. század húszas éveitől rendszeresen említik. Az is figyelmet érdemel, hogy a Balassáknál más nevek (Detre, Mikó, Ogouch, Biter, Dancs) voltak szokásban, mint a Kacsics nembelieknél (Simon, Mihály, Leustach, Elias, Folkos, Farkas, Zoloch, Tamás) márpedig minden Árpád-kori nemzetségben még a távoli rokonok is használtak bizonyos jellemző, közös neveket.
A királyi hatalom meggyengülése idején a Balassák még nem voltak annyira erősek, hogy önálló tartományuraság szervezésére gondolhattak volna. Birtokaik többsége Nógrád, Hont, Trencsén és Zólyom vármegyében feküdt, tehát Csák Máté és Aba Amadé kiskirálysága közé szorult. Csák Máté terjeszkedésének ellentételezésére Miklós fia Demeter egyike lett azon báróknak, akikkel III. András 1298-ban szövetséget kötött a trencséni tartományúr ellen. 1299-ben, amikor III. András több báróját hadba szólította Máté és testvére, Csák ellen, a sereg vezetését Demeter ispánra bízta. Ők egészen a Morva folyóig jutottak előre, és (sikertelenül?) megostromolták Holics várát (Kristó, 1978).

### Az Anjou-korban
Az Árpád-ház kihalása után a trónkövetelők közül a család egységesen Vencelt támogatta. 1301 nyarán valószínűleg Balassa Werner is részt vett a Vencelt királyuknak felkérő magyar urak küldöttségében. Az 1304. augusztus 24-én Pozsonyban a királyuknak Károlyt elismerő magyar egyházi és világi méltóságok közt a Balassa család egy tagja sem szerepelt.
A 14. század elején a családot ekkor vezető Dancs mester (Domokos fia) még Csák Máté híveként, illetve szövetségeseként Sáros várát védte Károly Róbert ellen. Az akkori általános fejetlenségben magának foglalta le Zólyom vármegyében Zólyom, Zólyomlipcse, Dobronya Hont vármegyében pedig Alsópalojta (Patojta) királyi várait.
Csák Máté azonban nagy lendülettel fogott a Balassa-birtokok bekebelezéséhez, és elfoglalta észak-trencséni, valamint honti–nógrádi peremterületeiket; egyebek közt Kékkő várát is.. Ettől nem függetlenül Károly Róbert is a Balassákat első célpontjául. az 1305–1306-ban ellenük vezetett hadjárattal visszafoglalta Dancs mestertől és nagybátyjától, Balassa Demetertől uradalmuk déli szárnyának várait, azaz :
- Zólyomot,
- Zólyomlipcseét,
- Dobronyát és
- Palajtát.

(Palajta védelmét a király a Zólyomiakra bízta, tőlük azonban még elfoglalta Csák Máté. Elfoglalta Zólyomlipcsét is; a zólyomi várakat 1314-ben foglalta vissza tőle Dancs mester.)
A harapófogóba szorult Balassák többé-kevésbé a zólyomi erdőispánságba szorultak vissza. A király sikeres hadjárata után Dancs mester és vele a család Károly Róbert pártjára állt, ő azonban eleinte még nem tudta megvédeni őket a kiskirályoktól. Ezért a Balassák 1306 körül beléptek a kisebbik rossznak ítélt Aba Amadé famíliájába. 1310-ben Amadé és Balassa Demeter (Miklós fia) együtt hatalmaskodtak Sáros vármegyében a Tekele nembéliek birtokain. Az Abák megbecsülték, fontos szövetségeseiknek tekintették a Balassákat. Jól jelzi ezt, hogy az 1311-ben, Amadé halála után kötött kassai egyezség értelmében a Kassának adott kezesek (túszok) listáján a Balassák közvetlenül az Abák után következnek.
Amadé halála után elérkezettnek látták az időt önállóságuk visszaszerzésére, és immár következetesen Károly Róbert mellé álltak. 1312-ben Dancs mester és valószínűleg a család több tagja is Károly Róbert mellett harcolt az Abák uralmát végleg megtörő rozgonyi csatában (Kristó, 1978).
Csák Máté birodalma 1321-ben, a tartományúr halálával hullott szét. A kiskirályság darabjai közül Károly Róbert még ebben az évben (lehet, hogy újakkal kiegészítve) visszaadta a családnak korábbi birtokait:
- Kékkő
- Gyarmat
- Szucsány
- Várna
- Buddin (?)
- Lietava
- Ricsó

várait, illetve falvait.
A 14. század közepén a család már-már kihalóban volt, amikor Balás újra megalapította. Róla neveztetett Ipoly-Gyarmat, Balás-, utóbb Balassa-Gyarmatnak. Balassa László királyi udvarnok volt. Állítólag ötször nősült, de gyermekei csak Littvai Fruzsinától maradtak. Balassa Ferenc 1492-ben szörényi, 1504-ben horvát bán. Utóbbi méltóságot azonban nem sokáig viselhette, mert az országgyűlés, azzal az indokolással, hogy Horvátországban birtokai nem lévén, annak bánja sem lehet, megfosztotta őt méltóságától. A mohácsi csatában II. Lajos király mellett vitézül harcolva esett el.

### A 15-16. században
Országos jelentőségre először Balassa Ferenc († 1526) tett szert; a család fénykora a 16. századra tehető. További jelentős közszereplők ebből az időszakból:
- Balassa János,
- Balassi Bálint,
- Balassa Imre,
- Balassa Menyhért.

Balassa Zsigmond, elfoglalván a tapolcai apátság és az egri püspökség birtokait, haláláig zaklatásoknak volt kitéve. Balassa Imre, Szapolyai János híve, ki őt 1534-ben Majláth Istvánnal együtt erdélyi vajdává nevezte ki, kapzsisággal vádoltatván, 1540-ben Majláthtal együtt fellázadt Szapolyai ellen; ezért a tordai országgyűlésen felségsértőnek mondták ki, halálra ítélték, Almás, Léta és Diód várait pedig elkobozták. Minthogy azonban Szapolyai még ugyanazon évben meghalt, Balassa elkerülte a büntetést és folytatta garázdálkodásait. Jóllehet Izabellának esküdött hűséget, mégis Ferdinánd pártjához csatlakozott, ki 1544-ben erdélyi főkapitánnyá tette. 1550-ben Testvére Balassa Menyhért előbb Szapolyai pártján állott s Hont vármegye főispánja volt, később Ferdinánd híve s 1552-ben a királyi hadak kapitánya lett. Féktelen, rakoncátlankodó természetű főúr, ki mind I. Ferdinánd, mind Izabella pártjának sok dolgot adott. Alig esküdött ugyanis hűséget Ferdinándnak, már is Izabellához szegődött, majd ismét Ferdinánd pártjához állott, kinek végre 1561-től állandó híve lett. Hűségéért I. Ferdinánd bárói rangra emelte és Tasnád, Szatmár és Nagybánya várával ajándékozta meg. Ettől fogva I. Ferdinánd vezérének, Schwendi Lázárnak, jobbkeze volt s ennek oldalán többször tüntette ki magát a törökök és erdélyiek elleni hadjáratokban. Mikor 1564-ben Balassa Hegyalja ellen ment, Szatmáron hagyott nejét, Thurzó Annát, István és Boldizsár fiaival és leányával együtt Báthory István váradi kapitány foglyul ejtette. E fölötti bánatában neje és leánya nemsokára meghaltak. Balassa Menyhért meghalt Bécsben 1568. február 9-én.
Második fia, István, 1570-ben kiszabadulván Báthori fogságából, Miksa király híve lett, kitől több birtokot kapott. Detrekőn nyomdát állíttatott s itt kezdék nyomatni 1584-ben Bornemisza Péter egyházi beszédeit. B. János már fiatal korában híressé lett Francesco de Lasso spanyol vitézzel vívott párbajáról, melyben hatalmas és kérkedő ellenfelét legyőzte. 1550-ben Szolnok várának kapitánya, 1555-ben pedig a fölkelő nemesség vezére és a bányavárosok kapitánya lett: 1562. már Hont és Zólyom vármegyék főispánja s mint ilyen Szécsény várát vette ostrom alá, de kezén sebet kapván, az ostrommal felhagyott. 1569-ben rokonával Dobó Istvánnal együtt perbe fogták, amiért Szapolyai János Zsigmondot Miksa ellen támadásra hívta fel. Börtönbe vetették, ahonnan kiszabadult. 1572-ben az országgyűlés közbenjárására kegyelmet kapott, 1574-ben királyi főajtónálló és a fellebbezési ügyek vizsgálója lett. 1575-ben Kékkő várát elfoglalták a törökök. Egy évvel rá meghalt.

### A család nevezetesebb tagjai
1. Balassa Bálint, gyarmati és kékkői báró, kiváló lírai költő (Kékkő vára, 1551 – Esztergom, 1594). Élete kalandokkal és szenvedésekkel teljes volt, melyeknek legfőbb okait végtelen érzékeny és szenvedélyes természetében, hirtelen lobbanó és hamar változó indulatai mellett korának viszonyaiban, körülményeiben s családi összeköttetéseiben kell keresnünk. Iskoláztatásáról nem sok bizonyosat tudunk, csupán annyit, hogy Bornemisza Péter hírneves reformátor mint a család udvari papja, néhány évig irányította nevelését, s hihetőleg ő buzdította irodalmi tevékenységre is; de a későbbi munkálkodásából, költeményeiben megnyilatkozó világnézetéből, a klasszikus irodalomban tanúsított jártasságából egész biztosan következtethetjük, hogy kora színvonalának megfelelő tudományos kiképzést kapott, anyjának, a nagy műveltségű és buzgó református Sulyok Annának vezetése alatt. Irodalmi működését 1572-ben, 21 éves korában kezdte egy német munkának a fordításával, amire apjának 1570–72 között tartó fogsága adott alkalmat. A mély érzésű ifjúnak fájt szülei szomorúsága, s vigasztalásukul fordította Bock Mihály munkáját: Betegh léleknek való fives kertecske cím alatt. – Atyja még ezen évben kiszabadult fogságából, az udvarnál kitüntetésben részesült s fiát is elvitte oda magával. Szintén ez évben történt a pozsonyi koronázó országgyűlés alkalmával egy udvari lakomán, hogy a deli ifjú egy magánjuhásztáncával az egész udvar tetszését megnyerte. Élete ettől kezdve a hadak között, táborozásban folyt le. Már 1573-ban Egerben találjuk, hol katona társaival víg életet él. Itt ismerkedett meg Losonci Annával, a temesvári hős leányával, a későbbi Ungnad Kristófnéval. A fogékony lelkű ifjú szerelemre gyulladt a leányka iránt, s amint későbbi verseiben elejtett szavaiból gyanítható, érzelme nem maradt viszonzatlan. Csapodár természete azonban valamely más, új ismeretség következtében elvonta Losonci Annától, ki szerelmében mélyen megsértődve fordult el tőle, s nőül ment Ungnad Kristófhoz.
Balassa csak akkor tudta meg, mennyire szereti Losonci Annát, mikor már elvesztette. Fölkereste sokszor személyesen és levélben, ajándékokkal és versekkel; de az egyszer visszautasított kedvest a büszkeségén ejtett sérelem mellett most már házassági eskü is elválasztotta tőle. A visszautasítás most még erősebben élesztette B. szerelmét. 1574-ben azonban Erdélybe kellett mennie Báthory István ellen Bekes Gáspár táborába. Mielőtt odaérhetett volna, útközben Kornis Gábor huszti kapitány megtámadta, csapatát szétverte, őt magát pedig megsebesítve elfogta. Fogsága két évig tartott, de nem volt nagyon szigorú, mert Balassa szabadon járhatott sőt, mint ezidőbeli versei tanúsítják, többrendbeli szerelmi viszonya is volt, anélkül azonban, hogy egyetlen állandó szerelmét (Losonczi Anna iránt) felejteni tudta volna. Kiszabadulván, visszatért Magyarországra s részt vett a török elleni táborozásokban. Magánéletéről ez időből nem sokat tudunk. Hét év múlva, 1584-ben, házasságra lépett unokahúgával, Dobó Krisztinával, Eger hős védőjének, Dobó Istvánnak leányával, Várdai Mihály ifjú özvegyével. Mi vitte e lépésre, nem tudjuk; hogy nem az igaz szerelem, de nem is puszta számítás, az a későbbi fejleményekből kitűnik. Talán Losonczi Anna iránt érzett reménytelen szerelme elől a családi élet csendes oltárához akart menekülni. De akármi is vezette, e házasság rá nézve a szerencsétlenségek élte fogytáig tartó forrása lett. Vagyonára vágyó rokonai, különösen sógora, a fukar és kegyetlen Dobó Ferenc vérbűnnel vádolták, perbe fogták, s mikor ezek üldözése elől menekülve 1586-ban a katolikus vallásra áttért, azt híresztelték róla, hogy fiával együtt törökké lett. Ehhez járult, valószínűleg csélcsap természete miatt, hogy felesége is elhagyta. Így, vagyonának egy részétől megfosztva, a családi életből száműzve, kibujdosott az országból (1589). Lengyelországban tartózkodott, öt évig ide-oda utazva. Végre 1594-ben a török ellen intézett nemesi felkelés alkalmával hazajött: Pálffy ezredéhez csatlakozott s Esztergom ostrománál megsebesülvén, meghalt.
2. Balassa Bálint gróf, királyi tanácsos, honti főispán, majd a királyi tábla bírája (1626 vagy 1631 – 1684). Részt vett a törökök ellen több ütközetben. Több lírai költeménye, egy színműve s Átokcímű nagyobb költeménye maradt ránk, amelyekben azonban nem árul el különösebb költői tehetséget. A színműben ifjúkorát allegorizálja, az Átokban pedig hevesen s éppen nem választékos nyelven fakad ki rokonai ellen, akikkel folytonos viszálykodásban élt.
3. Balassa Ferenc, 1756-ban királyi kamarás, majd többféle tisztség viselése után 1785-ben Horvát- és Dalmátország bánja és főkapitánya. Kiváló felkészültségű férfiú, aki tanulmányait a bécsi Tereziánumban végezte, s akit mind Mária Terézia, mind II. József, kegyének számos jelével kitüntetett. Mint József híve Horvátországban uralkodott, s úgy megsértette az ország jogait és alkotmányát, hogy egyformán magára vonta a magyarok és a horvátok gyűlöletét. 1807-ben vele kihalt a család grófi ága. Még mint a Tereziánum növendéke adta ki munkáját. Casulae, St. Stephani regis Hungariae vera imago et expositio. Bécs, 1754. Egy kézirati munkáját is őrzi a Nemzeti Múzeum kézirattára: Elaboratum de insurrectione Hungariae Josepho II. imp. anno 1789.
4. Balassa Imre, Pest, Pilis és Solt vármegyék főispánja, s mint magát egy 1669-ben kelt levélben nevezi, szentelt vitéz (éques auratus). Nyugtalan vére folytonos kihágásokra serkentette. Kihágásainak következménye az lett, hogy jószágaitól, amelyeket a király azután Zichy Istvánnak adott, megfosztották. Balassa ekkor Erdélybe menekült, s elveszett birtokainak visszafoglalását kísérelte meg, de hasztalanul. Sok hányattatás után 1683-ban Tállyán meghalt. Róla írják, hogy Divényben 6 hónap alatt 4 bástyával megerősített, s magas falakkal körülvett házat építtetett, melynek egyik ablakából állítólag feleségét letaszította. Naplót hagyott hátra, amely 84 ívrét oldalon többnyire birtokai irányítására vonatkozó jegyzeteket, panaszleveleket és folyamodványokat tartalmaz. E naplót sajátkezűleg írta, s a Magyar Nemzeti Múzeum irattárában őrzik.
5. Balassa Zsigmond (Balassa III. Zsigmond), királyi kamarás, Nógrád vármegye főispánja (1572–1623). Tanult, világlátott ember, akinek három szónoki munkája maradt ránk. 1609-ben az országgyűlés mint követet Sziléziába küldte. 1619-ben a megrongált Kékkővárát építtette újra; 1620-ban fent említett szónoklatait adta ki. Felesége Zborovszky Samu lengyel herceg leánya volt. 1585-ben Krakkóban tartott fényes menyegzőjén a lengyel király is részt vett. 1623-ban halt meg. A költő Balassi Bálint unokatestvére.
6. Balassa Zsigmond (Balassa II. Zsigmond) Borsod vármegye főispánja, diósgyőri várnagy (?-1559).

## A család kortárs tagjai
A család grófi ága kihalt, de a bárói ág máig él. Az elmúlt száz évben a család kénytelen volt a nyilvánosság elől visszavonulni. A 19. század elején belső feszültség miatt vonultak vissza a család tagjai, majd a kommunizmus alatt egyikük sem térhetett vissza a közéletbe. A Szombathelyi egyházmegyében tevékenykedő Balasi István esperesplébános a bárói ág tagja.